# Herman Roelvink
Herman Christiaan Jurriaan (Herman) Roelvink (Amsterdam, 24 september 1883 – aldaar, 3 juli 1957) was een Nederlandse toneelschrijver en acteur.

## Levensloop
Roelvink werd op 24 september 1883 geboren in Amsterdam en was de zoon van bankier Adam Roelvink en Christiena Margaretha Willink. Roelvink studeerde in Delft en aan de Harvard-universiteit. Roelvink deed de opleiding tot civiel ingenieur en was daarna werkzaam in het bankwezen. Roelvink was onder meer secretaris bij de Stichtingscommissie van het Koloniaal Instituut in Amsterdam.
Aanvankelijk schreef hij stukken onder zijn pseudoniem ‘Donaert van Elten’. In 1905 werd zijn stuk Agnes Lente opgevoerd door Delftse studenten. De hoofdrol werd gespeeld door Rika Hopper.
Van 1913 tot 1917 was hij artistiek leider en voorzitter van de Koninklijke Vereeniging Het Nederlandsch Tooneel. Roelvink wordt omschreven als een van de pioniers op het gebied van toneelvernieuwing aan het begin van de twintigste eeuw. Hij heeft bijgedragen aan totaal 45 producties. Op 12 september 1953 werd hij als ridder onderscheiden in de Orde van Oranje-Nassau.
Roelvink woonde vanaf 1956 in Rozendaal. Tegen het einde van zijn leven was hij ernstig ziek en werd hij overgebracht naar een ziekenhuis in Amsterdam. Aldaar overleed hij op 3 juli 1957. Hij werd begraven op begraafplaats Westerveld in Driehuis (Velsen).

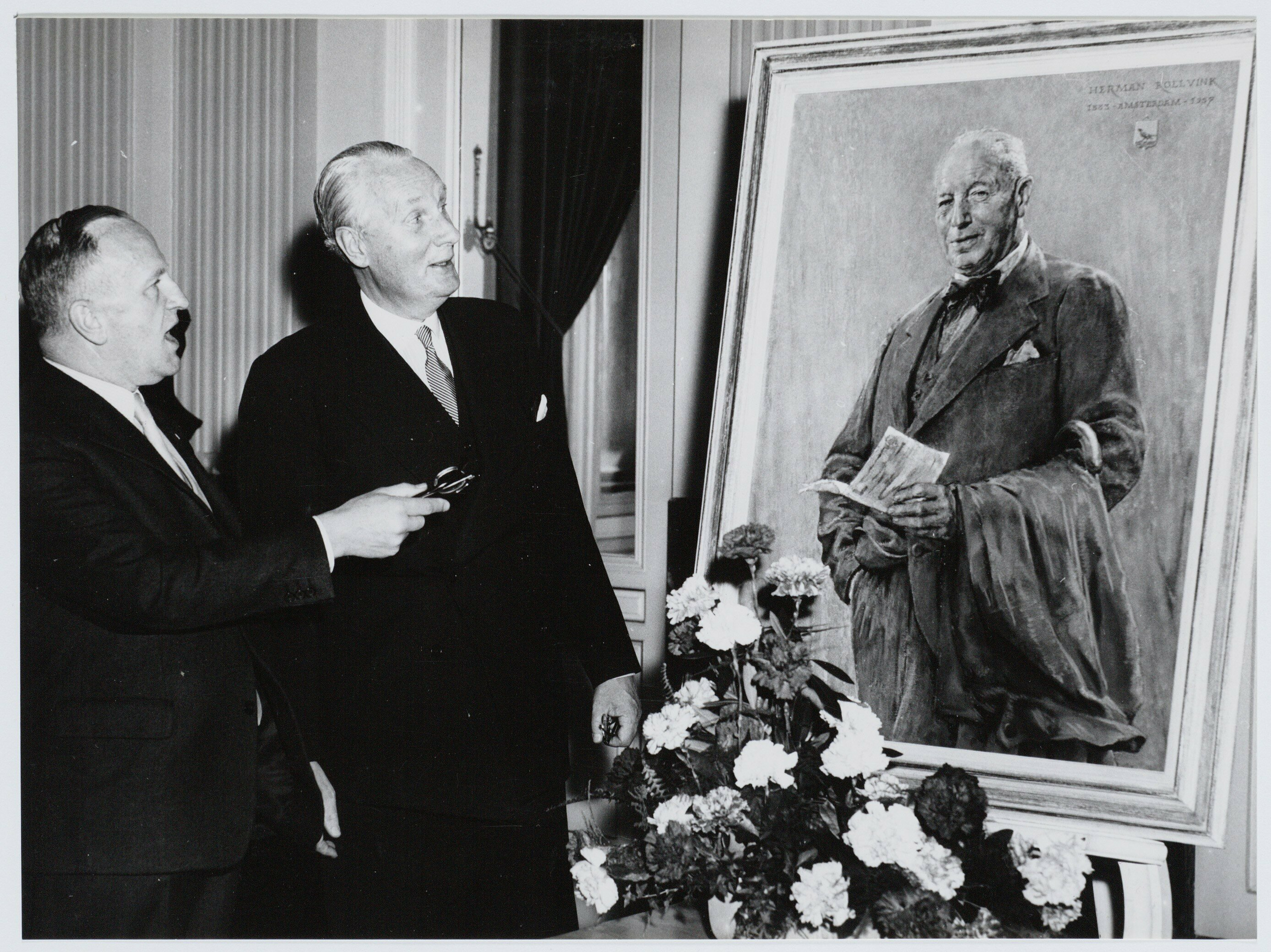
Overhandiging schilderij aan wethouder A. de Roos in de Stadsschouwburg van Amsterdam.

## Werken uitgebracht onder een pseudoniem
- Agnes Lente, komedie, zijn eerste werk, onder een pseudoniem
- De Stormvogel (1906) komedie, onder een pseudoniem

## Werken uitgebracht onder eigen naam
- De Gordel van Hippolyta
- Freuleken, komedie
- Lentewolken, komedie
- De sterksten
- Mevrouw O. komedie
- Een goed humeur
- Allah Karim
- Het galgemaal, komedie
- En toch
- De egoïsten
- Hoe was 't ook weer?

## Niet vertoonde werken
- De Verzoening
- Letitia
- De Mannen van Maria
- Uitverkoop
- Grootmoeder komt de volgende nacht
- Nederlandse William, voltooid een week voor zijn dood